# 슈퍼 차일드
《슈퍼 차일드》(또는 수퍼 차일드, 영어: Super Kid)는 한국에서 제작된 엄이용 감독의 1994년 애니메이션, 모험, SF, 액션 영화이다.

## 성우
- 꼭다리—이선주
- 장둥덩—황윤걸
- 무—어—박영화
- 사마치—김관철
- 주기자—송도영
- 털털대사—박태호
- 철민—권혁수
- 카쿠르스—박일
- 주도귀—김용식
- 주도귀변신—이인성
- 마이오—이정호
- 이종오 (언급되지 않음)

## 제작진
오프닝 크레딧
- 엄 PRODUCTION presents: SUPER CHILD → 수퍼차일드
- 기획·원작: 엄이용
- 각본: 엄동용
- 캐릭타 색지정: 이정현, 엄정화
- 미술감독: 이강욱
- 촬영감독: 허태희
- 효과: 양대호, 김남윤
- 음악: 김남윤
- 편집: 현동춘
- 제작실장: 장현구
- 현상·녹음: 영화진흥공사 (현·영화진흥위원회)
- 감독: 엄이용

엔딩 크레딧
- 레이아웃: 민병우
- 원화작감: 최은순, 주은주, 윤세희
- 원화: 조명경, 이한수, 민병우, 윤세희, 서미나, 방혜선, 권태언, 문호선, 이지연, 홍차복, 고상근, 최은순
- 동화검사: 윤세희
- 동화: 최정욱, 고상근, 임오영, 엄익현, 주은주, 김명화, 홍혜숙, 조지연, 남명숙, 이은경, 최윤정, 김은영, 신보영, 조명예, 최영심, 김태은, 강창국, 최윤정 (중복), 이민배, 온규영, 안은주, 심재훈, 김효정, 최용기, 이영희, 정연화, 백인철, 이승훈, 이판용, 박은규, 장금두, 양정옥, 김준, 배정옥, 이영희 (중복), 김종임, 김효정
- 파이널: 엄동용
- 제록스: 이창호
- 칼라검사: 이정현
- 칼라: 김미화, 박수경, 황수영, 박미자, 안계숙, 박경자, 박광자, 민경진, 손미애, 민정아, 이수미, 강현주, 유경미, 권태선, 문영숙, 정은례, 방그레, 이문자, 간명옥
- 효과: 정연희
- 미술: 차주선, 임정훈, 장주원, 이범선
- 필림: KODAK
- 촬영: 한배 촬영소 구동필, 전진완, 조억연, 이석범, 이덕호
- 음향효과: 양대호, 김남윤
- 주제가작사: 최영심
- 주제가작곡: 김남윤
- 주제가: 천하무적
- 후반파트 감독: 김덕호
- 후반파트 조감독: 이호성
- 성우캐스팅: 최상기
- 현상: 영화진흥공사 (현·영화진흥위원회)
- 녹음: 영화진흥공사 (현·영화진흥위원회)
- 색보정: 영화진흥공사 (현·영화진흥위원회)
- 네가편집: 현동춘
- 자막: 영화진흥공사 (현·영화진흥위원회)
- 포스타 제작: 정화기획
- 기록: 이창현
- 감독: 엄이용
- [DOLBY STEREO]® IN SELECTED THEATRES

## 주제가 (언급되지 않음)
- 작사: 최영심
- 작곡: 김남윤

## 같이 보기
- 드래곤볼
- 마징가 Z[1]
- 유성인간 존[2]